# 사연호
사연호(私年號)란 동아시아에서 안정적인 통치능력을 보였던 왕조가 정식 연호 이외에 별도로 정한 연호를 일컫는다. 이연호(異年號) 위연호(僞年號) 잠연호(僭年號)라고도 한다. 또는, 특정 왕조에 대한 반 정부세력이 사용한 경우도 많으며, 사용기간은 대체적으로 짧은 편이다.